# 이왕표
이왕표(李王杓, 1954년 6월 11일 ~ 2018년 9월 4일)는 대한민국의 프로레슬러이다.

## 생애
1954년 6월 11일에 충청남도 천안에서 태어났으며 프로레슬러 "박치기왕"이라고 불렸던 김일의 1기 제자였다. 1975년에 프로레슬러로 첫 데뷔를 했으며 이후 세계프로레슬링 기구(WWA) 헤비급 챔피언에 올랐다. 1980년대 중반 이후 프로레슬링의 인기가 떨어진 후에도 한국을 대표하는 프로레슬러로 왕성하게 활동하였다. 2008년에는 미국의 프라이드 슈퍼스타 프로레슬러인 밥 샙과 1:1 대결을 펼치기도 하였다. 밥 샙과의 경기에선 1승1패를 기록하였다. 2013년에 담도암 판정을 받고 2015년에 장충체육관에서 공식적으로 은퇴식을 가졌으며, 2018년 9월 4일에 향년 64세를 일기로 담낭암으로 인해 세상을 떠났다.
한국프로레슬링연맹 수석부총재를 지냈다.

## 출연

### 영화
- 2000년 반칙왕 - 프로레슬링 감수

### 방송
- 2009년 2009 외인구단
- 2011년 주먹이 운다 시즌2
- 2018년 사담기

### 뮤직비디오
- 2000년 CB 매스 진짜

## 저서
- 2011년 이왕표의 종합격투기 격기도
- 2015년 앞치마를 두른 세계 챔피언

## 수상
- 1985년 NWA 오리엔탈 태그팀 챔피언

## CF
- 2004년 KT스카이라이프(노지심과 공동출연)
- 2011년 신세계골프클럽(김한국과 공동출연)